# 2022年亞洲運動會擊劍比賽
2022年亞洲運動會擊劍比賽，是因2019冠状病毒病疫情而延期至2023年进行的第十九屆亞洲運動會的其中一項競賽項目，共產生12面金牌；賽事於2023年9月24日至9月29日在中國杭州电子科技大学体育馆舉行。

## 赛程
以下是击剑项目的赛程安排：
| 男子         |      |      |      |      |      |      |      |      |      |      |      |      |
| 男子個人銳劍 |      |      |      |      | 預賽 | 決賽 |      |      |      |      |      |      |
| 男子團體銳劍 |      |      |      |      |      |      |      |      |      |      | 預賽 | 決賽 |
| 男子個人鈍劍 | 預賽 | 決賽 |      |      |      |      |      |      |      |      |      |      |
| 男子團體鈍劍 |      |      |      |      |      |      | 預賽 | 決賽 |      |      |      |      |
| 男子個人軍刀 |      |      | 預賽 | 決賽 |      |      |      |      |      |      |      |      |
| 男子團體軍刀 |      |      |      |      |      |      |      |      | 預賽 | 決賽 |      |      |
| 女子         |      |      |      |      |      |      |      |      |      |      |      |      |
| 女子個人銳劍 | 預賽 | 決賽 |      |      |      |      |      |      |      |      |      |      |
| 女子團體銳劍 |      |      |      |      |      |      | 預賽 | 決賽 |      |      |      |      |
| 女子個人鈍劍 |      |      | 預賽 | 決賽 |      |      |      |      |      |      |      |      |
| 女子團體鈍劍 |      |      |      |      |      |      |      |      | 預賽 | 決賽 |      |      |
| 女子個人軍刀 |      |      |      |      | 預賽 | 決賽 |      |      |      |      |      |      |
| 女子團體軍刀 |      |      |      |      |      |      |      |      |      |      | 預賽 | 決賽 |

## 参赛代表团
共有来自29个代表团的280名运动员获得击剑项目参赛资格：
- （3）
- 柬埔寨（2）
- 中国（24）
- 中华台北（4）
- 中国香港（24）
- 印度（9）
- 印度尼西亚（1）
- 伊朗（4）
- 伊拉克（3）
- 日本（24）
- 约旦（6）
- （16）
- 科威特（9）
- （5）
- 黎巴嫩（1）
- 中国澳门（7）
- 蒙古（8）
- 尼泊尔（6）
- 巴基斯坦（1）
- 菲律宾（6）
- （3）
- 沙特阿拉伯（12）
- 新加坡（16）
- 韩国（24）
- 泰国（24）
- 阿拉伯联合酋长国（8）
- （20）
- 越南（8）
- 也门（2）

## 獎牌榜
*   主办国家/地区（中国）
| 排名                | 代表团              | 金牌 | 銀牌 | 銅牌 | 总计 |
| ------------------- | ------------------- | ---- | ---- | ---- | ---- |
| 1                   | 韩国                | 6    | 3    | 3    | 12   |
| 2                   | 中国*               | 2    | 4    | 2    | 8    |
| 3                   | 日本                | 2    | 3    | 5    | 10   |
| 4                   | 中国香港            | 1    | 1    | 7    | 9    |
| 5                   |                     | 1    | 0    | 2    | 3    |
| 6                   |                     | 0    | 1    | 2    | 3    |
| 7                   | 伊朗                | 0    | 0    | 2    | 2    |
| 8                   | 科威特              | 0    | 0    | 1    | 1    |
| 总计（共8个代表团） | 总计（共8个代表团） | 12   | 12   | 24   | 48   |

## 奖牌得主

### 男子
| 項目     | 金牌                                              | 银牌                                                                                  | 铜牌                                                                                        |
| 個人銳劍 | 加纳虹辉 · 日本（JPN）                            | 古俣聖 · 日本（JPN）                                                                  | 何瑋桁 · 中国香港（HKG）                                                                    |
| 個人銳劍 | 加纳虹辉 · 日本（JPN）                            | 古俣聖 · 日本（JPN）                                                                  | 埃米尔·阿利姆扎诺夫 · （KAZ）                                                               |
| 團體銳劍 | 日本（JPN） · 加纳虹辉 · 古俣聖 · 松本龙 · 山田优 | （KAZ） · 埃米尔·阿利姆扎诺夫 · 鲁斯兰·库尔班诺夫 · Yerlik Sertay · 瓦季姆·沙尔莱莫夫 | 中国香港（HKG） · 方凱申 · 何瑋桁 · 劉昊峯 · 吳浩天                                         |
| 團體銳劍 | 日本（JPN） · 加纳虹辉 · 古俣聖 · 松本龙 · 山田优 | （KAZ） · 埃米尔·阿利姆扎诺夫 · 鲁斯兰·库尔班诺夫 · Yerlik Sertay · 瓦季姆·沙尔莱莫夫 | 韩国（KOR） · 孙泰珍 · 马世健 · 权永晙 · 金在元                                             |
| 個人鈍劍 | 張家朗 · 中国香港（HKG）                          | 陈海威 · 中国（CHN）                                                                  | 敷根崇裕 · 日本（JPN）                                                                      |
| 個人鈍劍 | 張家朗 · 中国香港（HKG）                          | 陈海威 · 中国（CHN）                                                                  | 蔡俊彥 · 中国香港（HKG）                                                                    |
| 團體鈍劍 | 韩国（KOR） · 李侊炫 · 任哲佑 · 河泰圭 · 許俊     | 中国（CHN） · 陈海威 · 吴斌 · 许杰 · 曾昭然                                           | 中国香港（HKG） · 張家朗 · 蔡俊彥 · 楊子加 · 崔浩然                                         |
| 團體鈍劍 | 韩国（KOR） · 李侊炫 · 任哲佑 · 河泰圭 · 許俊     | 中国（CHN） · 陈海威 · 吴斌 · 许杰 · 曾昭然                                           | 日本（JPN） · 飯村一輝 · 松山恭助 · 敷根崇裕 · 鈴村健太                                     |
| 個人軍刀 | 吴尚旭 · 韩国（KOR）                              | 具本佶 · 韩国（KOR）                                                                  | 穆罕默德·拉赫巴里 · 伊朗（IRI）                                                             |
| 個人軍刀 | 吴尚旭 · 韩国（KOR）                              | 具本佶 · 韩国（KOR）                                                                  | Yousiff Al-Shamlan · 科威特（KUW）                                                          |
| 團體軍刀 | 韩国（KOR） · 具本佶 · 金政焕 · 金准镐 · 吴尚旭   | 中国（CHN） · 梁建豪 · 林霄 · 沈晨鹏 · 颜颖慧                                         | 伊朗（IRI） · 法尔扎德·巴赫尔 · 阿里·帕克达曼 · 穆罕默德·福图希 · 穆罕默德·拉赫巴里         |
| 團體軍刀 | 韩国（KOR） · 具本佶 · 金政焕 · 金准镐 · 吴尚旭   | 中国（CHN） · 梁建豪 · 林霄 · 沈晨鹏 · 颜颖慧                                         | （KAZ） · Zhanat Nabiyev · Mukhamedali Rakhmanali · Artyom Sarkissyan · Nazarbay Sattarkhan |

### 女子
| 項目     | 金牌                                                                                             | 银牌                                                      | 铜牌                                                    |
| 個人銳劍 | 崔仁贞 · 韩国（KOR）                                                                             | 宋世罗 · 韩国（KOR）                                      | 江旻憓 · 中国香港（HKG）                                |
| 個人銳劍 | 崔仁贞 · 韩国（KOR）                                                                             | 宋世罗 · 韩国（KOR）                                      | Dilnaz Murzataeva · （UZB）                             |
| 團體銳劍 | 韩国（KOR） · 崔仁贞 · 姜荣美 · 李慧仁 · 宋世罗                                                  | 中国香港（HKG） · 陳渭泠 · 朱嘉望 · 江旻憓 · 佘繕妡       | 日本（JPN） · 马场晴菜 · 齋藤華南 · 佐藤希望 · 吉村美穗 |
| 團體銳劍 | 韩国（KOR） · 崔仁贞 · 姜荣美 · 李慧仁 · 宋世罗                                                  | 中国香港（HKG） · 陳渭泠 · 朱嘉望 · 江旻憓 · 佘繕妡       | 中国（CHN） · 孙一文 · 许诺 · 施悦馨 · 唐君瑶           |
| 個人鈍劍 | 黄芊芊 · 中国（CHN）                                                                             | 上野优佳 · 日本（JPN）                                    | 陳諾思 · 中国香港（HKG）                                |
| 個人鈍劍 | 黄芊芊 · 中国（CHN）                                                                             | 上野优佳 · 日本（JPN）                                    | 洪世娜 · 韩国（KOR）                                    |
| 團體鈍劍 | 中国（CHN） · 陈情缘 · 黄芊芊 · 王英璎 · 王雨婷                                                  | 韩国（KOR） · 洪舒仁 · 洪曉珍 · 洪世娜 · 蔡松吾           | 中国香港（HKG） · 陳諾思 · 鄭曉為 · 關渝澄 · 符妤名     |
| 團體鈍劍 | 中国（CHN） · 陈情缘 · 黄芊芊 · 王英璎 · 王雨婷                                                  | 韩国（KOR） · 洪舒仁 · 洪曉珍 · 洪世娜 · 蔡松吾           | 日本（JPN） · 东晟良 · 菊池小卷 · 宫胁花纶 · 上野优佳   |
| 個人軍刀 | 尹智秀 · 韩国（KOR）                                                                             | 邵雅琦 · 中国（CHN）                                      | 尾崎世梨 · 日本（JPN）                                  |
| 個人軍刀 | 尹智秀 · 韩国（KOR）                                                                             | 邵雅琦 · 中国（CHN）                                      | 扎伊娜卜·达伊别科娃 · （UZB）                           |
| 團體軍刀 | （UZB） · 扎伊娜卜·达伊别科娃 · Luisa Fernanda Herrera Lara · Paola Pliego · Gulistan Perdebaeva | 日本（JPN） · 尾崎世梨 · 小林佳苗 · 江村美咲 · 福岛史帆实 | 中国（CHN） · 杨恒郁 · 邵雅琦 · 张心怡 · 林可斯         |
| 團體軍刀 | （UZB） · 扎伊娜卜·达伊别科娃 · Luisa Fernanda Herrera Lara · Paola Pliego · Gulistan Perdebaeva | 日本（JPN） · 尾崎世梨 · 小林佳苗 · 江村美咲 · 福岛史帆实 | 韩国（KOR） · 尹智秀 · 全恩惠 · 洪海恩 · 崔世彬         |

## 外部連結
- 官方成绩册（页面存档备份，存于）